# بقعه امامزادگان شمس‌الدین و اسماعیل
بقعه امامزادگان شمس الدین واسماعیل مربوط به دوره قاجار است و در گرمسار، حاشیه شمال غربی شهر واقع شده و این اثر در تاریخ ۲۵ اسفند ۱۳۸۰ با شمارهٔ ثبت ۵۶۴۷ به‌عنوان یکی از آثار ملی ایران به ثبت رسیده است.